# Belgia la Concursul Muzical Eurovision Junior 2011
Belgia își va alege reprezentantul printr-o Selcție Națională numită Junior Eurosong, unde în semi-finale juriul va alege cine va continua, iar în finală juriul va reprezenta junătate din punctaj, televotingul reprezentând tot jumătate din punctaj.

## Selecția Națională
Finala va fi pe 30 septembrie, iar semi-finalele de pe 26 până pe 29 septembrie.

#### Semi Finala 1
| Artist    | Cântec         | Voturi |
| --------- | -------------- | ------ |
| Evelyn    | “Music and Me” |        |
| Alexandra | ”Big Bang”     |        |

#### Semi Finala 2
| Artist | Cântec           | Voturi |
| ------ | ---------------- | ------ |
| Femke  | ”Een kusje meer” |        |
| Seppe  | "Hey hallo jij!” |        |

#### Semi Finala 3
| Artist | Cântec                     | Voturi |
| ------ | -------------------------- | ------ |
| Naomi  | "Niemand krijgt ons klein” |        |
| Ciska  | ”Disco Jojo”               |        |

#### Semi Finala 4
| Artist | Cântec                   | Voturi |
| ------ | ------------------------ | ------ |
| Vince  | "Freedom“                |        |
| Flor   | "Ze is nog niet van mij” |        |